# Das verlorene Paradies (Roman)

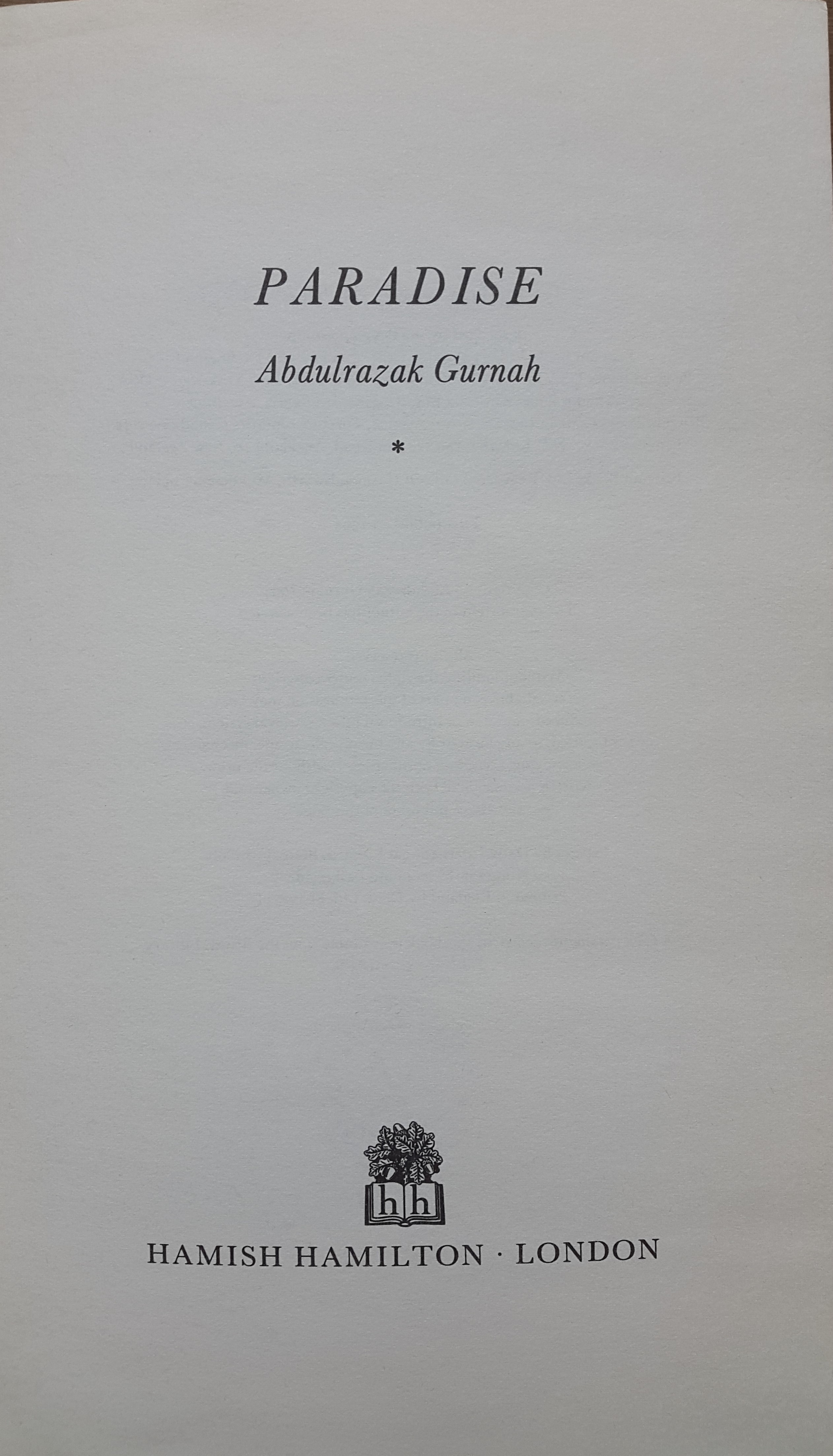
Paradise (1994)

Das verlorene Paradies, im englischsprachigen Original Paradise, ist ein 1994 erschienener Roman des Literaturnobelpreisträgers 2021 Abdulrazak Gurnah.

## Inhalt
Die Hauptperson des Buches, Yusuf, wird als zwölfjähriges Kind von seinen Eltern zur Bezahlung ihrer Schulden an einen arabischen Händler übergeben, für den er nun in einer Stadt an der Swahili-Küste im heutigen Tansania arbeiten muss.
Der Autor erzählt, wie Yusuf als Heranwachsender seine Welt kennenlernt, und zeigt dem Leser durch Yusufs Augen die Verhältnisse Tansanias jener kolonialen Zeit.
Eine gescheiterte Karawanenreise ins Landesinnere zeigt die allgegenwärtige Brutalität und lässt ihn zu einem jungen Mann heranreifen.
Yusuf erlebt das Aufeinandertreffen verschiedener religiöser Vorstellungen und erfährt von der menschenverachtenden Rücksichtslosigkeit der deutschen Kolonialisierung.
Er entwickelt seine Sexualität in einer rauen Umgebung und begreift die Beschränktheit und Unfreiheit seiner Lage.
Sein Paradies ist der Garten seines Herrn, in dem ein ehemaliger Sklave arbeitet, der seine Freiheit nicht will.
Der Roman endet abrupt mit Yusufs Flucht, er läuft einer durch die Stadt ziehenden Kolonne der deutschen Kolonialarmee hinterher.

## Ausgaben
- Abdulrazak Gurnah: Paradise. Hamish Hamilton, London 1994, ISBN 0-241-00183-8.
  - deutsch: Das verlorene Paradies. Übersetzt von Inge Leipold. Krüger, Frankfurt am Main 1996, ISBN 978-3-8105-0888-1; Neuauflage: Penguin Verlag, München 2021, ISBN 978-3-328-60258-3

Zum Zeitpunkt der Nobelpreisbekanntgabe im Oktober 2021 war die deutsche Übersetzung vergriffen. Eine durchgesehene Neuauflage erschien am 8. Dezember 2021 mit einer Startauflage von 40.000 Exemplaren im Münchner Penguin Verlag.

## Rezensionen
- Adam Soboczynski: Jenseits des Aktivismus. Warum der Literaturnobelpreis für Abdulrazak Gurnah eine so glückliche Wahl ist. In: Die Zeit. 14. Oktober 2021 (zeit.de). (paywall)